# Opel Flextreme

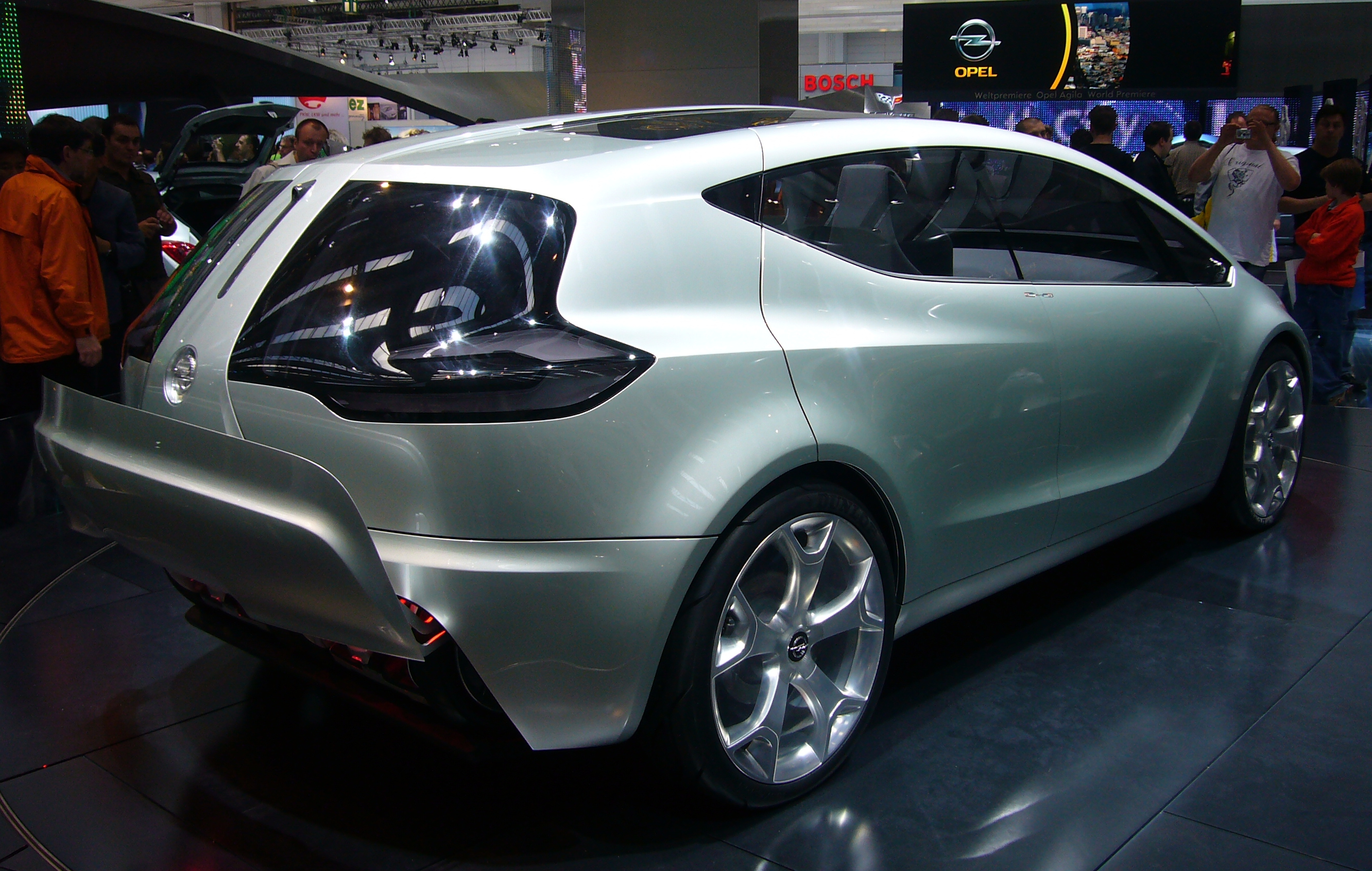
Вид сзади

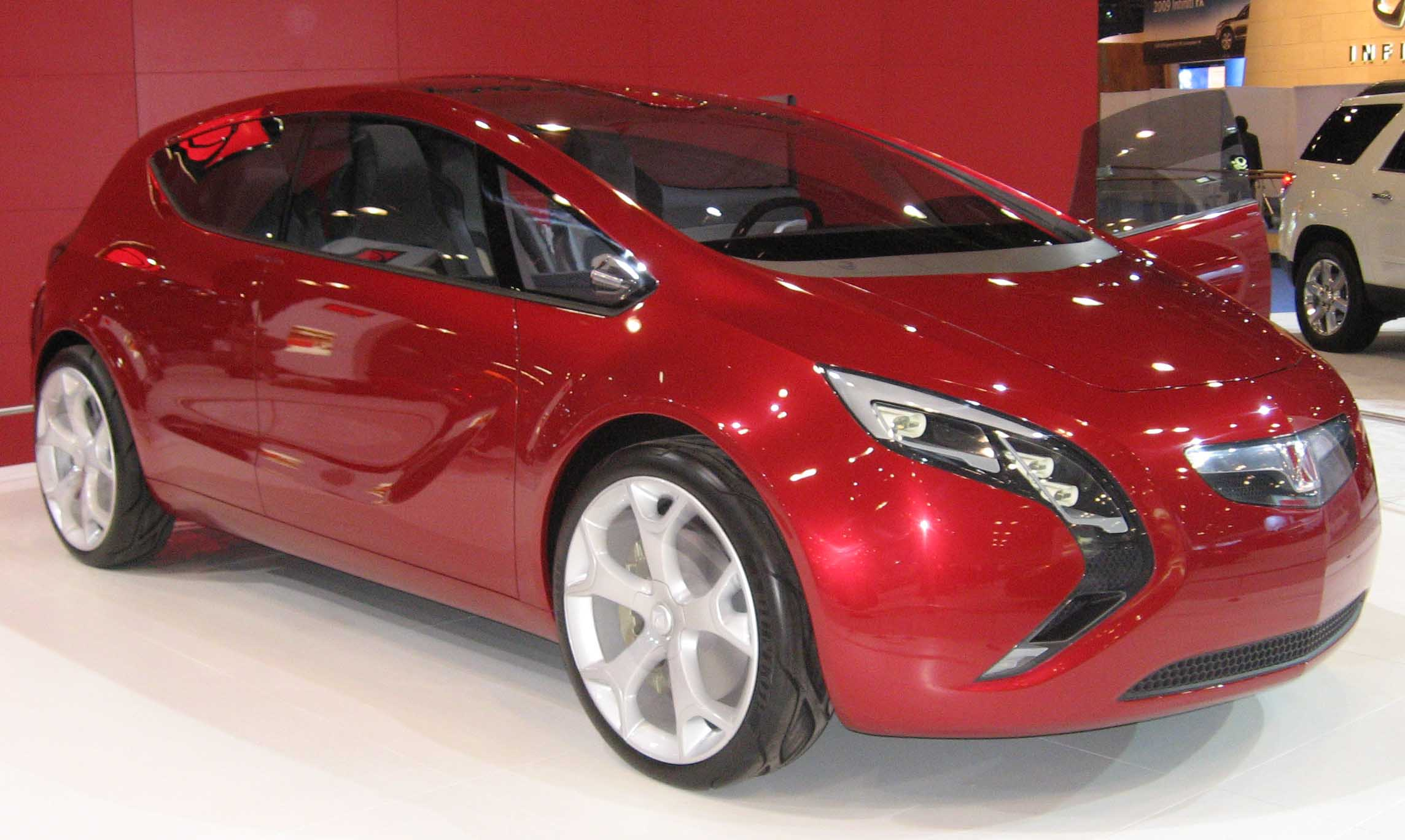
Saturn Flextreme NY

Opel Flextreme — компактный гибридный автомобиль компании Opel, выпущенный в 2008 году.
Модель базирована на платформе GM E-Flex и являлась прототипом Chevrolet Volt. Также автомобиль оснащён дизельным двигателем внутреннего сгорания и может проехать 55 км.
В январе 2008 года на Североамериканском международном автосалоне был представлен автомобиль Saturn Flextreme. Выбросы CO2 составляют 40 граммов. Расход топлива составляет 1,54 л на 100 км.

## История
Идея создания автомобиля возникла в 2005 году.
В начале 2009 года корпорация GM выбрала южно-корейскую компанию LG Chem поставщиком аккумуляторов для Volt. В Мичигане построен завод по производству литий-ионных аккумуляторов (LiMn2O4), который начал работу в начале 2010 года. GM создал крупнейший в США центр развития аккумуляторных технологий площадью 3250 м².